# Rossen Christow
Rossen Christow (auch Rosen Hristov, bulgarisch Росен Христов; * 18. Mai 1982 in Sofia) ist ein bulgarischer Eishockeyspieler, der seit 2012 beim HK ZSKA Sofia spielt.

## Karriere
Rossen Christow begann seine Karriere als Eishockeyspieler beim HK Slawia Sofia, für den er in der Spielzeit 2004/05 in der bulgarischen Eishockeyliga debütierte. Mit Slawia wurde er 2005, 2008, 2009, 2010, 2011 und 2012 die bulgarische Landesmeisterschaft und 2006 Vizemeister. 2008, 2009, 2010 und 2011 gewann er mit dem Klub auch den Pokalwettbewerb. Nach seiner sechsten Meisterschaft wechselte er zum Lokalrivalen HK ZSKA Sofia, mit dem er 2013 und 2014 das Double aus Meisterschaft und Pokalsieg erringen konnte. 2015 wechselte er zum SK Irbis-Skate, mit dem er 2016 und 2017 erneut bulgarischer Meister wurde.

### International
Im Juniorenbereich spielte Christow für Bulgarien bei der U18-D-Europameisterschaft 1998 und der Europa-Division II der U18-Weltmeisterschaften 1999 und 2000 sowie den U20-D-Weltmeisterschaften 1999 und 2000 und den U20-Weltmeisterschaften der Division III 2001 und 2002.
Mit der bulgarischen Herren-Nationalmannschaft nahm Christow an den Weltmeisterschaften der Division II 2005, 2006, 2008, 2009, 2010 und 2012 sowie der Division III 2014 teil. Zudem vertrat er seine Farben bei den Qualifikationsturnieren für die Olympischen Winterspiele 2006 in Turin, 2010 in Vancouver und 2018 in Pyeongchang.

## Erfolge und Auszeichnungen
- 2005 Bulgarischer Meister mit dem HK Slawia Sofia
- 2008 Bulgarischer Meister und Pokalsieger mit dem HK Slawia Sofia
- 2009 Bulgarischer Meister und Pokalsieger mit dem HK Slawia Sofia
- 2010 Bulgarischer Meister und Pokalsieger mit dem HK Slawia Sofia
- 2011 Bulgarischer Meister und Pokalsieger mit dem HK Slawia Sofia
- 2012 Bulgarischer Meister mit dem HK Slawia Sofia
- 2013 Bulgarischer Meister und Pokalsieger mit dem HK ZSKA Sofia
- 2014 Bulgarischer Meister und Pokalsieger mit dem HK ZSKA Sofia
- 2014 Aufstieg in die Division II, Gruppe B, bei der Weltmeisterschaft der Division III
- 2016 Bulgarischer Meister mit dem SK Irbis-Skate
- 2017 Bulgarischer Meister mit dem SK Irbis-Skate